# Bill LeCaine
Bill LeCaine , született William Joseph LeCaine (Moose Jaw, Saskatchewan, 1938. március 11. – 2019. április 16.) kanadai jégkorongozó.

## Pályafutása
1956 és 1975 között volt aktív jégkorongozó. Az NHL-ben az 1968–69-es idényben játszott négy alkalommal a Pittsburgh Penguins színeiben.